# L'Appartement (film, 1959)
Pour les articles homonymes, voir Appartement (homonymie).
L'Appartement (titre original : El pisito) est un film espagnol réalisé par Marco Ferreri, sorti en 1959.

## Synopsis
À Madrid à la fin des années 1950, la crise du logement sévit. Rodolfo et Pietra ne se sont toujours pas mariés faute de posséder leur propre appartement. Afin d'en récupérer un, Rodolfo se résigne à épouser la vieille Doña Martina, mourante…

## Fiche technique
- Titre : L'Appartement
- Titre original : El pisito
- Réalisation : Marco Ferreri
- Scénario : Rafael Azcona et Marco Ferreri
- Musique : Federico Contreras
- Photographie : Francisco Sempere
- Montage : Juan Antonio Rojo
- Pays d'origine : Espagne
- Format : Noir et blanc - Mono
- Durée : 87 minutes
- Date de sortie : 
  -  Espagne : 15 juin 1959

## Distribution
- Mary Carrillo : Petrita
- José Luis López Vázquez : Rodolfo
- Concha López Silva : Doña Martina
- Ángel Álvarez : Sáenz
- María Luisa Ponte : Sœur de Petrita
- Andrea Moro : Mari Cruz
- Gregorio Saugar : Don Manuel
- Celia Conde : Mery